# Protocol de Rio de Janeiro
El Protocol de Pau, Amistat i Límits de Rio de Janeiro, conegut habitualment com a Protocol de Rio, és un tractat signat el 29 de gener de 1942 entre els governs de l'Equador i el Perú que posà fi a la guerra de 1941 i establí les condicions per a la delimitació definitiva de la frontera entre ambdós països.

## Antecedents
La història de la delimitació de la frontera entre el Perú i l'Equador ha estat llarga i complicada, iniciada ja en el moment de la independència i complicada amb la dissolució de la Gran Colòmbia.
Després de diverses crisis frontereres, el 25 de gener de 1860, es va signar en la hisenda Mapasingue, situada al nord de Guayaquil, un tractat pel qual l'Equador va declarar nul i sense efecte l'assignació de territoris cedits als seus creditors estrangers, havent acceptat els límits dels virregnats del Perú i de Nova Granada, conforme a la Reial Cèdula del 15 de juliol de 1802. Aquest tractat establia un termini de dos anys per a la ratificació; no obstant això, va ser declarat nul per l'Equador el 1861, i pel Perú el 1863.
El 1887 tots dos països van arribar a un acord que l'Equador després declararia perjudicial per a la seva sobirania. Finalment, el protocol del 21 de juny de 1924 va establir una fórmula mixta per a solucionar el problema de límits, amb la convenció Espinosa-Bonifaz i el tractat García-Herrera, però les conferències van fracassar. En 1936 es va fixar una línia de statu quo com a frontera provisional, mútuament reconeguda, prenent com a base els territoris que cada país posseïa de facto. Aquell mateix any totes dues parts es van reunir a Washington, però les converses van fracassar per les reclamacions equatorianes d'arribar al Marañón i l'Amazones.

## La guerra de 1941 i el protocol
El 5 de juliol de 1941, després d'una sèrie d'incidents en el riu Zarumilla, es va iniciar un altre conflicte bèl·lic entre els dos països. Durant l'enfrontament armat les forces armades peruanes van superar fàcilment les defenses equatorianes, poc preparades, i ocuparen militarment la província costanera d'El Oro, mentre que a la serra van ocupar parts de la província de Loja, inclosa la seva capital, Loja, i de la província de Zamora-Chinchipe. El 31 de juliol es va declarar un alto el foc en espera de negociacions, malgrat que va ser violat puntualment per ambdues parts.

### Negociacions
Inicialment els Estats Units es va erigir amb un rol de lideratge per al procés de pau que altres països del continent com el Brasil o l'Argentina buscaven per al Perú i l'Equador, tement també un focus d'inestabilitat al continent en un moment en què les relacions amb el Japó s'estaven deteriorant ràpidament. No obstant això, amb l'entrada dels Estats Units a la Segona Guerra Mundial després de l'atac a Pearl Harbor, la seva atenció prioritària en política exterior va donar un gir pronunciat cap a la guerra.
La signatura del protocol a la ciutat brasilera de Rio de Janeiro es va produir per una casualitat en aprofitar-se una reunió multilateral, convocada pels Estats Units, amb intenció de fer una consulta comuna sobre la postura a adoptar respecte a la guerra mundial. Així, l'Equador i el Perú van ser pressionats a solucionar el seu conflicte a la recerca d'una solidaritat conjunta del continent davant de les potències de l'Eix.
Les negociacions van ser difícils atès que les postures diferien enormement entre els països: els Estats Units es projectava únicament cap a l'esforç bèl·lic contra l'Eix, l'Argentina buscava no embolicar-se en el conflicte global mentre que el Perú recelava que Xile es convertís en un dels garants del protocol en ser encara conscients de les conseqüències de la guerra del Pacífic.
Tant la confecció com la signatura del tractat va ser singular en el camp del dret internacional, si bé es va adequar a la normativa internacional americana recollida en la Convenció de l'Havana de 1928 (en el marc de la Sisena Conferència Internacional Americana). El tret de tenir com a parts signants les parts involucrades i com a garants del tractat estats que ni tenien interessos territorials en la zona ni aliances determinants amb cap dels països en conflicte es considera pioner en el camp del dret internacional.

### Signatura del protocol
El 29 de gener de 1942 se signà el Protocol de Pau, Amistat i Límits, pels cancellers Alfredo Solf i Muro, pel Perú, i Julio Tobar Donoso, per l'Equador; Enrique Ruiz Guiñazú, per l'Argentina; Juan B. Rossetti, per Xile; Summer Welles, pels Estats Units, i Osvaldo Aranha, pel Brasil.
El 26 de febrer de 1942, els congressos de tots dos països van ratificar el protocol subscrit pels seus cancellers. El Congrés del Perú va aprovar per unanimitat el protocol que va ser sancionat el mateix dia pel president Manuel Prado i el canceller Alfredo Solf i Muro. Per part seva, a l'Equador es votà tant a la Cambra de Diputats com al Senat, amb un resultat de 26 vots a favor, 3 en contra i 5 abstencions al Senat; i 43 vots a favor, 3 en contra i 3 abstencions en la cambra baixa. Fou sancionat el 28 de febrer pel president Carlos Arroyo i el canceller Julio Tobar Donoso.

## Aplicació
En compliment amb aquest protocol es van començar a col·locar les fites que marcaven la línia fronterera. Des del principi, el límit establert pel Protocol va ser objecte de discussions. No menys de vuit zones conflictives van aparèixer entre l'Equador i el Perú en la fixació de la línia fronterera. Gràcies a la mediació d'Aranha, la majoria de disputes es van resoldre ràpidament, però dos s'havien de convertir en punts conflictius durant els propers cinquanta anys: el sector de Lagartococha al nord i especialment la serralada del Cóndor al sud.
El protocol establia que el límit al sector de la serralada del Cóndor seguia el diuortium aquarum (la separació entre conques) entre els rius Zamora i Santiago. Els treballs de cartografia in situ van demostrar que la geografia de la zona era molt més complexa del que es pensava i que la conca hidrogràfica no es podia definir clarament. Per resoldre la qüestió, l'any 1946, la Força Aèria dels EUA va oferir els seus serveis per a una prospecció aèria. Aquesta enquesta va resultar ser una missió difícil, amb dos accidents i 14 aviadors morts, però finalment es va completar a la tardor de 1946 tot i que algunes zones van romandre sense senyalitzar.
Aquesta era l'excusa que esperava l'Equador per rebutjar el Protocol de Rio i renegociar la línia fronterera. Mentre que el 1951 el govern de Galo Plaza Lasso només considerava que la discrepància implicava que l'Equador tenia el dret a no acceptar la frontera, el 1960 José María Velasco Ibarra, un president populista i carismàtic, va declarar que tot el protocol era nul de ple dret, inaplicable i que l'Equador i el Perú havien de tornar al tractat de 1829 com a punt de partida.

## Conflictes posteriors
Els moviments diplomàtics van continuar durant els anys 60 i 70 del segle XX sense cap resultat clar. El joc continuat d'establir posts avançats militars a la zona fronterera mal delimitada va provocar dos conflictes breus però intensos: el Conflicte de Paquisha el 1981 i la Guerra del Cenepa el 1995. Aquests dos enfrontaments no van modificar la situació.
No obstant això, la Guerra del Cenepa va ser un punt d'inflexió. Just després del conflicte, el 17 de febrer de 1995 es va signar la Declaració d'Itamaraty, que va proporcionar un marc per establir un alto el foc i la desmobilització i per resoldre els desacords restants. El següent procés diplomàtic va ser lent, però la bona voluntat d'ambdues parts va ser la norma i, tot i que de tant en tant augmentaven les tensions a les regions frontereres, va donar lloc a l'acord de pau global i definitiu celebrat a Brasília l'octubre de 1998, que va culminar en l'Acta de Brasília o Tractat Fujimori-Mahuad i va posar fi al conflicte fronterer.